# 1805 en musique classique
| \| • Retour à la chronologie générale de la musique classique • \| |
| Grèce • Rome • Haut Moyen Âge • VIIIe siècle • IXe siècle • Xe siècle • XIe siècle XIIe siècle • XIIIe siècle • XIVe siècle • XVe siècle • XVIe siècle • XVIIe siècle XVIIIe siècle • XIXe siècle • XXe siècle • XXIe siècle |
| • Retour à la chronologie générale de la musique classique • |

| Années en musique classique : 1802 - 1803 - 1804 - 1805 - 1806 - 1807 - 1808    |
| Décennies en musique classique : 1770 - 1780 - 1790 - 1800 - 1810 - 1820 - 1830 |

Cet article présente les faits marquants de l'année 1805 en musique.

## Événements
- 7 avril : Création de la Symphonie no 3 dite Eroica de Beethoven à Vienne sous la direction du compositeur.
- 20 novembre : Fidelio, unique opéra de Beethoven présenté au Theater an der Wien devant un parterre d’officiers français.

Date indéterminée
- Sonate pour piano no 23 « Appassionata » de Beethoven (commencée en 1804).

## Prix de Rome
1er Prix : Victor Dourlen et Ferdinand Gasse avec la cantate Cupidon pleurant Psyché.

## Naissances

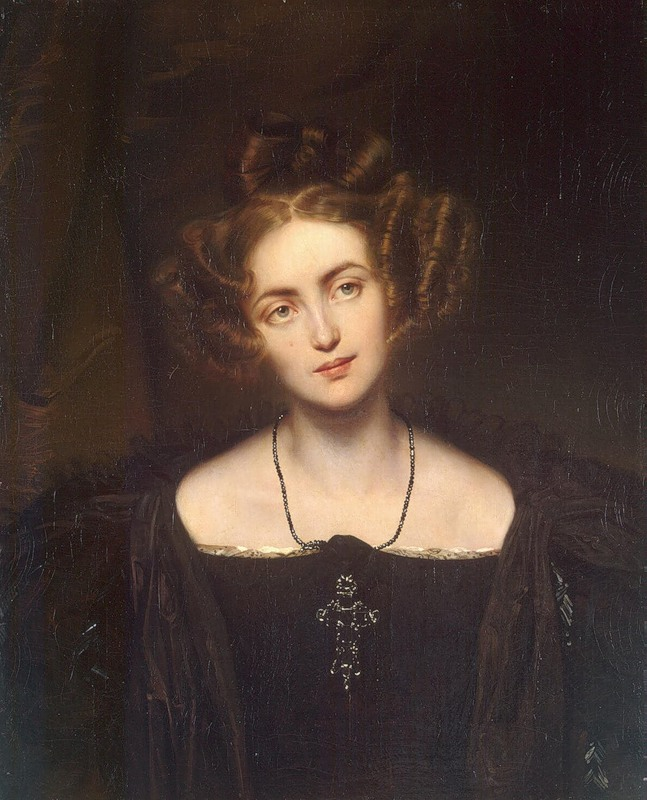
Henriette Sontag

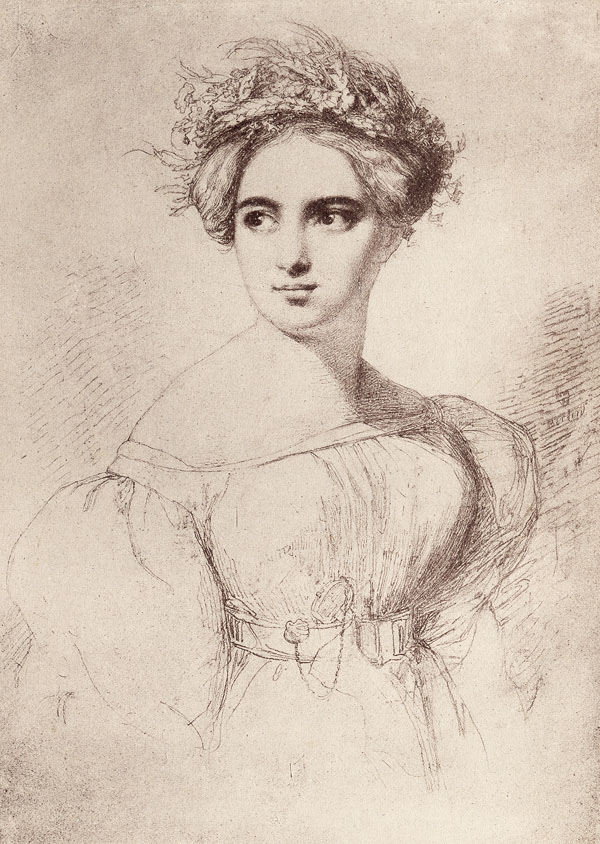
Fanny Mendelssohn

- 15 février : Louise Bertin, poétesse et compositrice française († 26 avril 1877).
- 5 mars : Théodore Labarre, compositeur français et virtuose de la harpe († 9 mars 1870).
- 17 mars : Manuel Garcia junior, théoricien et pédagogue espagnol († 1er juillet 1906).
- 22 mars : Jurij Mihevec, pianiste et compositeur slovène († 31 août 1882).
- 19 avril : Edmond de Coussemaker, musicologue († 10 janvier 1876).
- 12 mai : Jan Nepomucen Bobrowicz, guitariste, compositeur et éditeur polonais († 2 novembre 1881).
- 13 mai : Henriette Sontag, cantatrice allemande († 17 juin 1854).
- 14 mai : Johann Peter Emilius Hartmann, compositeur danois († 10 mars 1900).
- 30 mai (10 prairial an XIII) : François Périnet, facteur français d'instruments à vent de la famille des cuivres, surtout connu pour son développement d'un système de pistons portant son nom († 21 septembre 1861).
- 5 juin : Jacob Niclas Ahlström, compositeur et maître de chapelle suédois († 14 mai 1857).
- 21 juin : Friedrich Curschmann, compositeur et chanteur allemand († 24 août 1841).
- 27 juin : Napoléon Coste, compositeur et guitariste français († 17 février 1883).
- 5 juillet : Léon de Saint-Lubin, violoniste et compositeur Italien († 13 février 1850).
- 8 juillet : Luigi Ricci, compositeur italien († 31 décembre 1859).
- 27 juillet : Luigi Felice Rossi, compositeur italien, pédagogue, musicologue et théoricien de la musique († 20 juin 1863).
- 28 juillet : Giuditta Grisi, mezzo-soprano italienne († 1er mai 1840)
- 7 septembre : Julie Dorus-Gras, soprano française († 6 février 1896).
- 21 septembre : Josep Brocà i Codina, compositeur, guitariste et militaire catalan († 3 février 1882).
- 1er novembre : Alessandro Nini, compositeur italien († 27 décembre 1880).
- 14 novembre : Fanny Mendelssohn, pianiste et compositrice allemande († 14 mai 1847).
- 15 novembre : Leopold von Zenetti, compositeur autrichien († 12 octobre 1892).
- 9 décembre : Santiago Masarnau Fernández, pianiste et compositeur espagnol († 14 décembre 1882).
- 24 décembre : Sébastien Lee, violoncelliste († 4 janvier 1887).

## Décès

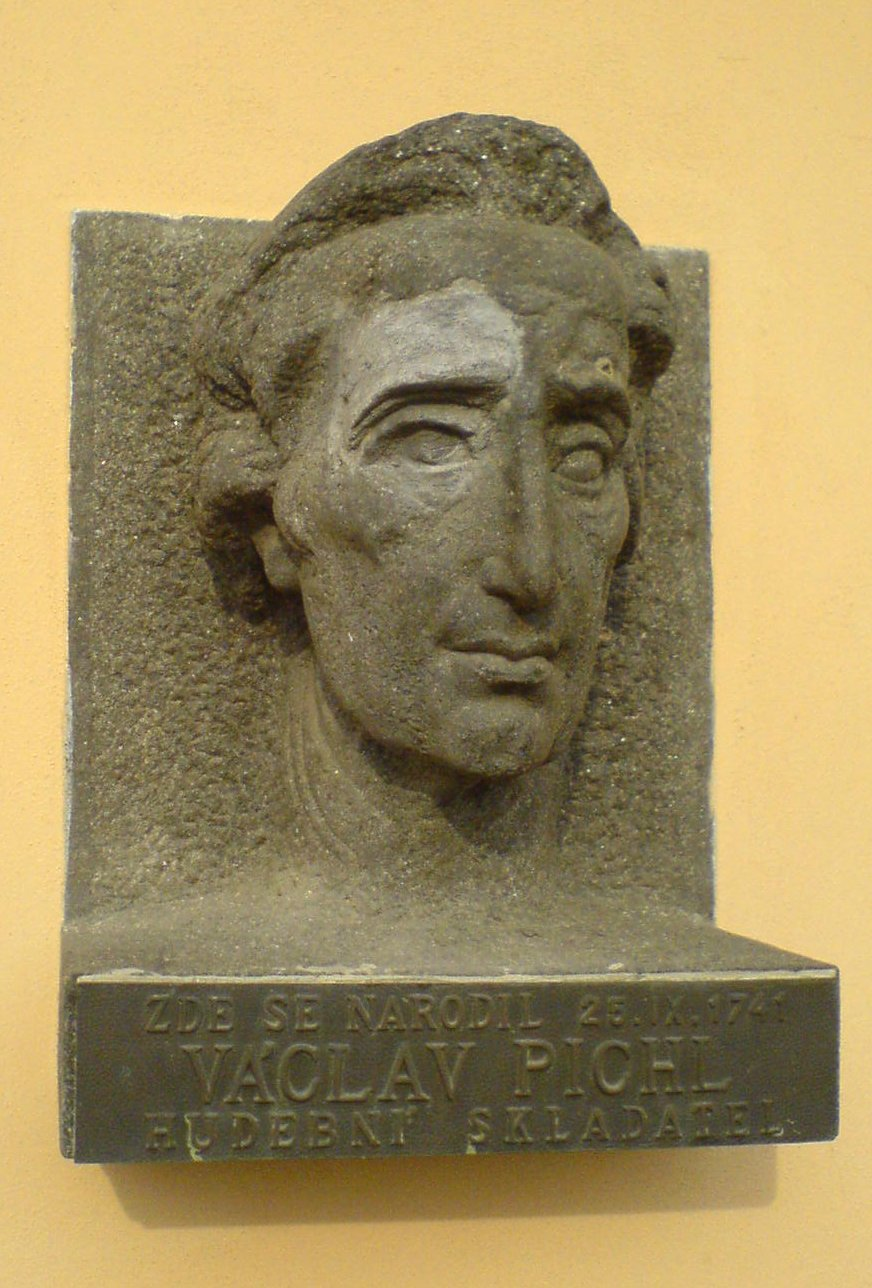
Václav Pichl

- 23 janvier : Václav Pichl, compositeur tchèque (° 25 septembre 1741).
- 28 mai : Luigi Boccherini, violoncelliste et compositeur italien (° 19 février 1743).
- 25 août : Giambattista Varesco, abbé italien, musicien, poète et librettiste (° 26 novembre 1735).
- 31 août : Joseph Abaco, violoncelliste et compositeur d'origine italienne  (° 27 mars 1710).
- 18 décembre : Gennaro Astarita, compositeur italien, principalement d'opéras.

Date indéterminée
- Johann Bohak, facteur d'instruments à clavier autrichien (° 3 juin 1755).